# Saint-Pierre-de-Cernières
Saint-Pierre-de-Cernières è un comune francese di 237 abitanti situato nel dipartimento dell'Eure nella regione della Normandia.
Il suo territorio è bagnato dalle acque del fiume Charentonne.

## Società

### Evoluzione demografica
Abitanti censiti